# Morong (Bataan)
Morong is een gemeente in de Filipijnse provincie Bataan op het eiland Luzon. Bij de laatste census in 2007 had de gemeente ruim 27 duizend inwoners.
In de gemeente Morong werd de enige kerncentrale van de Filipijnen gebouwd, de BNPP. De kerncentrale werd ten tijde van de regering van Ferdinand Marcos gebouwd en door kostte de Filipijnen $2,2 miljard. Hij werd echter nooit in bedrijf gesteld omdat uit onderzoek door de regering van Corazon Aquino bleek dat de centrale duizenden gebreken zou vertonen en derhalve als onveilig werd beschouwd.

## Geografie

### Bestuurlijke indeling
Morong is onderverdeeld in de volgende 5 barangays:
| - Binaritan - Mabayo - Nagbalayong - Poblacion - Sabang |

## Demografie
Morong had bij de census van 2007 een inwoneraantal van 27.119 mensen. Dit zijn 5.846 mensen (27,5%) meer dan bij de vorige census van 2000. De gemiddelde jaarlijkse groei komt daarmee uit op 3,41%, hetgeen hoger is dan het landelijk jaarlijks gemiddelde over deze periode (2,04%). Vergeleken met de census van 1995 is het aantal mensen met 8.388 (44,8%) toegenomen.
De bevolkingsdichtheid van Morong was ten tijde van de laatste census, met 27.119 inwoners op 219,2 km², 85,5 mensen per km².
Abucay · Bagac · Balanga · Dinalupihan · Hermosa · Limay · Mariveles · Morong · Orani · Orion · Pilar · Samal